# Stygnomma
Stygnomma is een geslacht van hooiwagens uit de familie Stygnommatidae.
De wetenschappelijke naam Stygnomma is voor het eerst geldig gepubliceerd door Roewer in 1912. 

## Soorten
Stygnomma omvat de volgende 34 soorten:.
- Stygnomma annulipes
- Stygnomma armatum
- Stygnomma barronum
- Stygnomma batatalense
- Stygnomma belizense
- Stygnomma bispinatum
- Stygnomma cubiroense
- Stygnomma delicatulum
- Stygnomma fiskei
- Stygnomma fuentesi
- Stygnomma fuhrmanni
- Stygnomma furvum
- Stygnomma gracilitibiae
- Stygnomma granulosum (= Stygnomma maya)
- Stygnomma jajoense
- Stygnomma joannae
- Stygnomma larense
- Stygnomma leleupi
- Stygnomma macrochelae
- Stygnomma monagasiensis
- Stygnomma ornatum
- Stygnomma planum
- Stygnomma purpureum
- Stygnomma reimoseri
- Stygnomma rufum
- Stygnomma salmeronense
- Stygnomma solisitiens
- Stygnomma spinipalpe
- Stygnomma spinula
- Stygnomma teapense
- Stygnomma toledense
- Stygnomma truxillense
- Stygnomma tuberculatum

(Stygnomma pecki -> Jarmilana pecki)
- Stygnomma spiniferum' -> Neoscotolemon spinifer